# Telelever

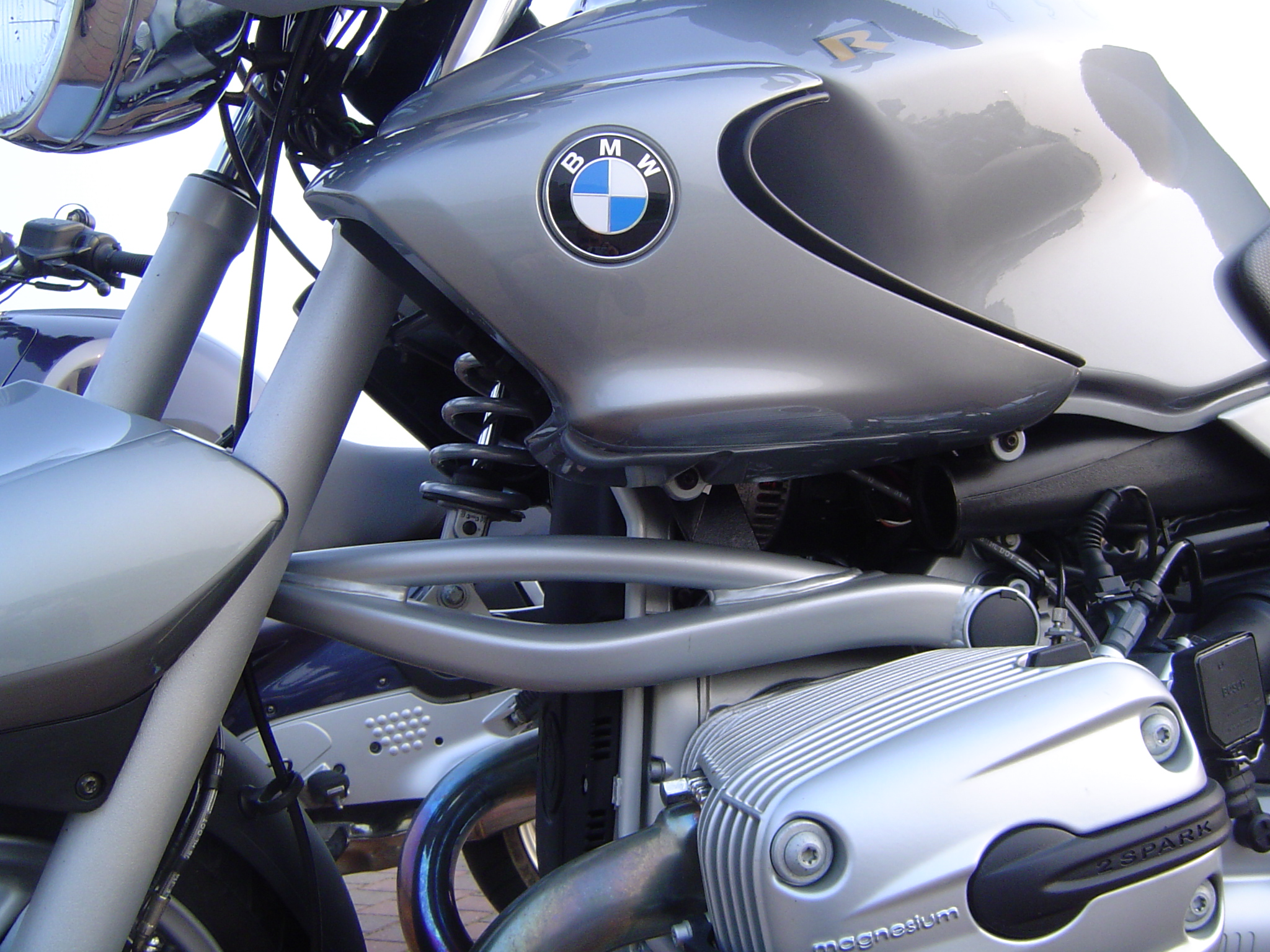
Telelever na BMW R 1150R

Telelever je patentované zavěšení přední vidlice motocyklu, kde tlumič nárazů je umístěný mezi motorem a předním kolem. Systém zvyšuje neodpruženou hmotnost, ale zároveň tlumí nárazy z předního kola. Zabraňuje také ponořování se motocyklu při prudkém brzdění a zlepšuje pohodlí a stabilitu motocyklu. Výrobce BMW, který je držitelem patentových práv, používá Telelever u svých modelů s dvouválcovým motorem typu boxer. U čtyř- a šestiválcových modelů řady K používá zavěšení Duolever.
Telelever se v podstatě skládá ze speciální teleskopické vidlice, koncového ramena a vzpěry. 
Výhody:

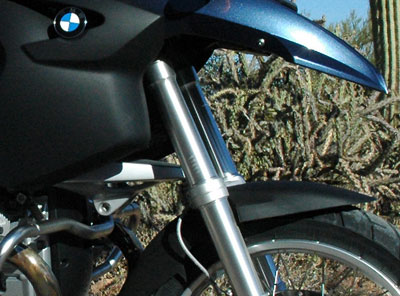
Telelever na BMW R1200GS

- Vysoká stabilita díky nízko položenému rameni

Nevýhody:
- Složitá konstrukce
- Relativně vysoká hmotnost
- Relativně tuhé řízení kuličkovými ložisky